# Alice David
Alice David (Párizs 16. kerülete, 1987. március 22. –) francia színésznő, aki a 2011-es Bref című televíziós sorozatból és a Babysitting – A felvigyázó (2014) című filmből ismert. Ő Lara Croft francia szinkronhangja a Tomb Raider című videojátékban.

## Élete és pályafutása
1987. március 22-én született Dominique Jacquet színésznő és Jacques David rendező lányaként. Eredetileg Párizs 16. kerületéből származik. A Conservatoire du 7e arrondissement-ben tanult színészetet. Először 2009-ben tűnt fel a Coca-Cola egyik reklámfilmjében, majd több rövidfilmben is szerepelt.
2011 és 2012 között David játszotta az egyik főszereplőt a Bref című sorozatban, amelyet a Canal+ csatornán sugároztak. Ő játssza "azt a lányt" (Sarah), akibe a Kyan Khojandi által alakított főszereplő szerelmes.

## Filmográfia
| Év   | Magyar cím                  | Eredeti cím                              | Szerep                  | Megjegyzés             |
| ---- | --------------------------- | ---------------------------------------- | ----------------------- | ---------------------- |
| 2007 |                             | Will You Be There?                       | Lisa adolescente        | televíziós-minisorozat |
| 2011 |                             | Bref                                     | Cette fille (Sarah)     | televíziós sorozat     |
| 2012 |                             | Les hommes de l'ombre                    | Beurette                | televíziós sorozat     |
| 2013 |                             | Light, Pearl and Gold                    | Alice                   | rövidfilm              |
| 2013 |                             | Le locataire                             | Arielle                 | rövidfilm              |
| 2013 | Nagytudásúak                | Serial Teachers                          | Marie                   |                        |
| 2014 |                             | Never on the First Night                 | Charlotte               |                        |
| 2014 | Babysitting – A felvigyázó  | Babysitting                              | Sonia                   |                        |
| 2014 | Korzikai gyökerek           | Les Francis                              | Vanina Campana          |                        |
| 2015 | Elmentek otthonról          | Babysitting 2                            | Sonia                   |                        |
| 2016 | Derült égből apu            | Demain tout commence                     | Jeune femme soirée 1    |                        |
| 2017 | Szex, ex, szerelem          | Les ex                                   | Solenne Atlan           |                        |
| 2018 | Bűbájosok                   | Demi soeurs                              | Lauren                  |                        |
| 2020 | 10 nap anyu nélkül          | 10 jours sans maman                      | Julia                   |                        |
| 2021 | Bazi nagy francia lagzik 3. | Qu'est-ce qu'on a tous fait au bon Dieu? | Odile Verneuil-Benichou |                        |